# Hans Ulrich Humpert
Hans Ulrich Humpert (* 9. Oktober 1940 in Paderborn; † 29. August 2010 in Köln) war ein deutscher Komponist und Hörspielmacher.

## Leben
Humpert, Sohn von Hans Humpert (1901–1943), gilt neben Karlheinz Stockhausen als einer der Pioniere der elektronischen Musik. Er studierte von 1961 bis 1967 an der Hochschule für Musik in Köln elektronische Musik bei Herbert Eimert und Schlagzeug bei Christoph Caskel; zugleich Germanistik und Geschichte an der Universität zu Köln. Von 1969 bis 1972 gründete er, zusammen mit anderen, die Gruppe 8 Köln. Von 1968 bis 1972 war er Assistent Eimerts, von dem er 1972 das Studio für elektronische Musik der Musikhochschule Köln übernahm, das er bis 2007 leitete und wo er bis 2009 unterrichtete. Die im Studio für elektronische Musik des Westdeutschen Rundfunks begonnene Tradition der „Kölner“ elektronischen Musik wurde durch Humpert fortgeführt und auf den technologisch neuesten Stand gebracht.

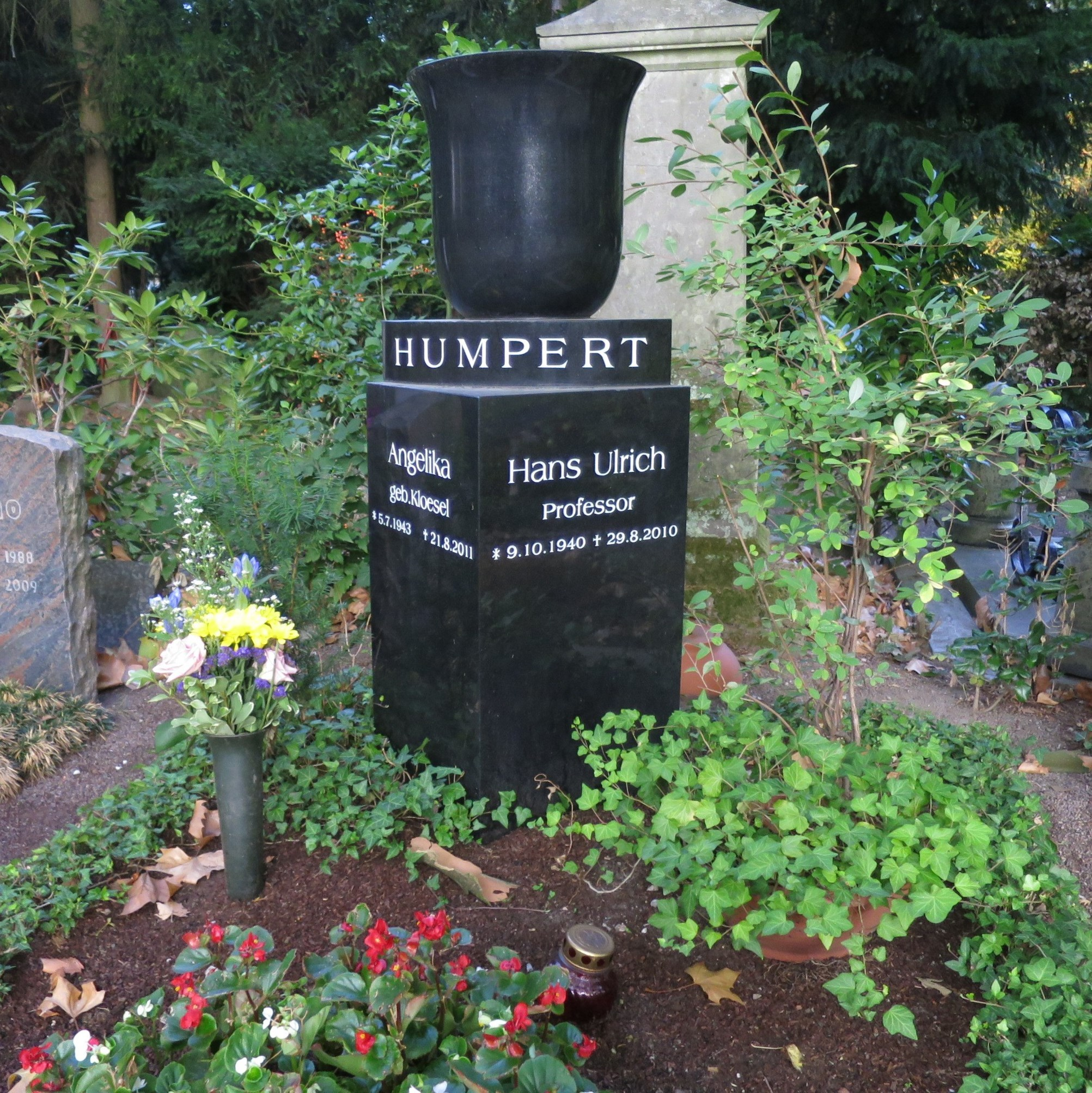
Grabstätte Humpert

Sein Lexikon der elektronischen Musik ist ein Standardwerk  der zeitgenössischen Kunstmusik und elektronischen Avantgarde. Bereits in den 1960er Jahren gab es von ihm didaktische Schallplatten, die Grundlagenbegriffe erläuterten und die damalige Studiotechnik mit ihren musikalischen Möglichkeiten demonstrierten, ein Konzept, das er durch eine Vielzahl an Rundfunksendungen zu Themen der Elektronischen Musik für den WDR fortführte. Sein letztes Hörstück über Heinrich Heine blieb unvollendet.
Humpert starb 2010 im Alter von 69 Jahren. Seine Grabstätte befindet sich auf dem Kölner Friedhof Melaten (Flur 41).

## Schriften
- Lexikon der elektronischen Musik (mit Herbert Eimert), Regensburg 1973, Bosse; zweite ergänzte Auflage 1977, Nachdruck 1981
- Elektronische Musik – Geschichte, Technik, Kompositionen, Mainz 1987, Schott; Textband mit Musik-Kassette

## Kompositionen
- Der Frieden, Lied für Mezzosopran und elektronische Klänge (1968/84)
- Waves and forms für elektronische Klänge und Instrumentalisten (1969)
- Elektronische Musik für Osaka (1970)
- Synesis für Synthesizer (live) und elektronische Orgel (1971)
- Erscheinungen eines Bach-Chorals für Klavier zu vier Händen, Violoncello und Schlagzeug (1971)
- Electronic maniac für Violoncello, elektronische Orgel und Synthesizer (1973)
- Assonanzen für elektronische Klänge, elektrisches Violoncello, Synthesizer und elektrische Orgel (1976)
- Apparizioni di Don Francesco, Miniaturen für Ensemble (1982)
- Approcci a Petrarca per strumenti e nastro magnetico (1985)
- Construction in MicroPolyGons für vier Schlagzeuger und elektronische Klänge (1994)

## Hörstücke
– Alle für das Studio Akustische Kunst des WDR entstanden –
- Annäherung an Francesco Petrarca (1986)
- Die Ehe der Andromache (1991)
- Candide: unterwegs – en chemin – en el camino – away (1995)
- Wanderungen durch den Park Emscher Nord (2000)
- Symphonie sur une Vie de Héros – Kleine Geschichte der elektronischen Musik (2002)
- Dieser kalt leuchtende Nachsommer, Adalbert Stifters Erstarrung (2003–2005)
- Matratzengruft, Paris – Requiem für Heinrich Heine (2010, unvollendet)